# خوليو غيرون
خوليو غيرون (بالإسبانية: Julio Girón)‏ هو لاعب كرة قدم غواتيمالي، ولد في 2 مارس 1970 في مدينة غواتيمالا في غواتيمالا. شارك مع منتخب غواتيمالا لكرة القدم. أما مع النوادي، فقد لعب مع ميونيسيبال.

## وصلات خارجية
- خوليو غيرون على موقع الاتحاد الدولي (مؤرشف)  (الإنجليزية)
- خوليو غيرون على موقع قاعدة بيانات كرة القدم.إي يو (الإنجليزية)
- خوليو غيرون على موقع ناشيونال فوتبول تيمز (الإنجليزية)